# John Cage
John Milton Cage Jr. (Los Angeles, 5 settembre 1912 – New York, 13 agosto 1992) è stato un compositore e teorico musicale statunitense.
È considerato una delle personalità più rilevanti e significative del Novecento. La sua opera è centrale nell'evoluzione della musica contemporanea.

## Biografia

### Formazione
Figlio di una giornalista e di un inventore noto alle cronache per aver progettato, tra le altre cose, un sottomarino a benzina (sperimentato nel 1912, ma caduto nell'oblio perché non utilizzabile ai fini militari), un sistema di proiezione televisiva e una medicina per la tosse.
Tra gli 8 e i 15 anni riceve lezioni di pianoforte dalla zia materna Phoebe Harvey e poi dalla compositrice Fannie Charles Dillon, tramite le quali entra in contatto con la letteratura pianistica dell'Ottocento e si appassiona alle pagine di Mozart e Grieg.
A 16 anni si diploma brillantemente presso la High School di Los Angeles ed entra al Ponoma College di Claremont, sempre in California. Due anni dopo tuttavia decide di lasciare il college per intraprendere un lungo viaggio in Europa, dove rimane per un anno e mezzo. Va a Parigi e si interessa all'architettura, alla pittura, alla poesia e alla musica. Conosce la musica di Stravinskij, di Bach e soprattutto quella di Erik Satie. Viaggia in Germania, Spagna e Italia. Compie le prime prove di composizione, approfondendo gli aspetti tra l'unione di musica e teatro.
Nel 1931 Cage torna in California. Si dedica agli strumenti a percussione, anche impropri, come mobili di casa e oggetti recuperati in depositi di spazzatura. Collaborando spesso con danzatori, approfondisce la ricerca sulle percussioni. Ad esempio quando collabora a una coreografia per un “water ballet” sperimenta anche un “gong acquatico”  per consentire ai nuotatori di udire i suoni anche sott’acqua.
Nel 1933 decide di dedicarsi principalmente alla musica. Spedisce alcune sue composizioni a Henry Cowell, che lo indirizza verso Adolph Weiss, all'epoca allievo di Arnold Schönberg (musicista ebreo tedesco, teorico della dodecafonia, all'epoca espatriato a Los Angeles per sfuggire alle persecuzioni antiebraiche in Germania). Va dunque a New York per studiare con Weiss e lì prende anche alcune lezioni da Cowell. In questo periodo usa la tecnica seriale con serie da lui stabilite, ad esempio quella basata su 25 note. Allora Cowell gli consiglia di studiare la dodecafonia di Schönberg. A quest'ultimo Cage, avendo migliorato la sua tecnica compositiva, si rivolge sul finire del 1933, ammettendo però di non aver denaro per pagare i corsi. Schönberg (che di lui dirà: «Non è un compositore; è un inventore di genio») accetta di dargli lezioni gratuitamente a patto di votarsi completamente alla musica. Cage studia con lui per due anni (Schönberg) ma si convince di non avere alcuna predisposizione per l'armonia, basata su rapporti fra i suoni "tradizionali" e dell’inadeguatezza di qualunque metodo compositivo che non sappia inglobare sonorità diverse dalle tradizionali, come invece aveva saputo fare Cowell introducendo nella musica americana le sonorità dell'Oriente ed influenzando anche altri compositori della West Coast, quali Harry Partch e Lou Harrison.

### Periodo "romantico"
Nel 1936 trova lavoro a Seattle, alla Cornish School Of The Arts, come compositore di musiche per balletto e accompagnatore della classe di danza moderna di Bonnie Bird.
Qui nel 1937 incontra Merce Cunningham, rivoluzionario coreografo pioniere della danza post-moderna, con cui instaurerà un sodalizio artistico, un'intesa di amicizia, fratellanza, rispetto e sfociato dal 1944 in un amore omosessuale che durerà per tutta la vita.
In questo primo periodo Cage si dedica quasi esclusivamente alla musica percussiva, dettata alla ricerca di soluzioni timbriche e ritmiche originali. È un interesse che si ricollega a Varèse e a Cowell. Importante è il lavoro con ballerini e coreografi sulla correlazione tra musica e danza, e sulla ricerca di una relazione strutturale tra le due arti. Il lavoro a volte parte dalla coreografia e poi si aggiunge la musica, altre volte parte dalla musica. L'influenza della danza è importante per lo sviluppo di una musica intesa soprattutto in senso percussivo, Cage basa la costruzione musicale sulla struttura ritmica, sulla successione delle durate. La struttura ritmica "soggioga" l'armonia.
Nel 1939 fonda alla Cornish School un'orchestra di percussioni per cui compone First construction (in metal). In essa vengono usate largamente percussioni improprie come tazzine, cerchioni di auto, contenitori di latta. Nello stesso anno compone Imaginary landscape no. 1. È un quartetto per un pianoforte, un piatto e due fonografi a velocità variabile. È una delle prime composizioni in cui compare la musica registrata.
Nel 1940 la danzatrice nera Syvilla Fort gli chiede di scrivere un pezzo di musica di carattere “africano” per una sua coreografia il balletto Bacchanale. Cage dapprima pensa a un ensemble di percussioni, ma è troppo ingombrante, però, per lo spazio a disposizione. Ripiegando sul pianoforte, valuta dapprima la possibilità di una  “dodecafonia africana”, poi si rammenta degli esperimenti di Henry Cowell quando percuoteva le corde, le pizzicava, vi faceva scorrere aghi di metallo e così via. Prende un piatto per torte, lo pone con un libro sulle corde e per la prima volta applica in una composizione le diverse sonorità prodotte da quello che da quel momento verrà definito  "pianoforte preparato" inserendo vari oggetti tra le corde così da modificare il timbro dello strumento e produrre suoni non del tutto volontari che suggeriscono il suono prodotto da un'orchestra di percussioni. È uno studio sulla casualità del timbro: il compositore indica la preparazione dello strumento ma non decide completamente il risultato sonoro della sua opera. È una provocazione nei riguardi dell'inviolabilità degli strumenti classici. Il pianoforte, strumento romantico per eccellenza, viene violentato con oggetti di uso quotidiano, la tradizione europea sbeffeggiata.
Questo periodo è stato definito romantico, perché è quello in cui Cage usa la musica con fini espressivi intenzionali.
Esplora anche il campo dei rumori. Prova nuovi tipi di strumenti, soprattutto percussioni, e conduce esperimenti con la musica elettronica.
L’assenza di armonia nella musica di Cage ricorda spesso la musica orientale. Perciò, come lui stesso ricorda, l’Office of War Information quando non ha nulla di urgente da trasmettere sulla radio nel Pacifico del Sud, manda in onda come ‘Supplemento Indonesiano n.1’  il Book of Music, sua composizione del 1944 per due pianoforti preparati, sperando di convincere le popolazioni dell'area che l’America ama l’Oriente.
Tra il 1946 e il 1948 Cage scrive il suo lavoro per piano preparato più acclamato: Sonate e interludi. Sono venti pezzi, sedici sonate e quattro interludi, in cui Cage porta ad un livello di maggiore complessità la sua tecnica basata sulle proporzioni ritmiche: la struttura di ogni pezzo è definita da una serie di numeri, e allo stesso modo anche le parti di ogni pezzo sono definite utilizzando formule matematiche per strutturare la composizione, ad esempio i rapporti basati sulla "sezione aurea" (1:1,618).
Il processo compositivo è basato largamente sull'improvvisazione e sull'esplorazione delle varie possibilità: Cage ha scritto di averlo composto suonando il piano, sentendo le differenze e facendo una scelta. È il pezzo per piano preparato in cui la preparazione dello strumento è più complessa: ci sono 45 note preparate attraverso l'inserimento di bulloni, pezzi di gomma, pezzi di plastica e noci.

### Alea
Nella seconda metà degli anni quaranta si interessa alle culture orientali: alla musica e alla filosofia indiana, al buddhismo zen. Lo Zen diventa un'impostazione filosofica con cui ridiscutere il concetto di musica. La musica viene considerata affermazione della vita, un modo per vivere veramente la nostra vita. Il concetto fondamentale è la mancanza di fini, di scopi, di intenzioni: bisogna meditare sul vuoto.
Nel 1947, durante la composizione di Sonate e interludi, crea The Seasons. È il suo primo pezzo per orchestra e nasce come musica per un balletto di Cunningham. Cage ricorre all'uso delle proporzioni numeriche nella costruzione della struttura compositiva. Nella concezione ciclica del pezzo si esprime il nascente legame di Cage con la cultura indiana: le armonie statiche e la anti-direzionalità vogliono suggerire l'andamento ciclico della natura.
Nel 1950 si procura il libro dell'I Ching, il libro cinese dei cambiamenti, di cui si vuole servire per fare delle scelte compositive senza l'intervento della sua volontà, in modo non intenzionale. È un metodo per organizzare il caso, per controllare l'imprevedibile. Serve a determinare secondo un sistema di combinazioni numeriche, quali note suonare, la loro durata, la loro altezza.
L'adozione di tecniche aleatorie e casuali serve:
- per aggirare il desiderio di trovare sempre l'emozione nella musica.
- per rimuovere tutte le tracce di identificazione personale con il materiale musicale, per eliminare l'aspetto soggettivo del processo compositivo, il collegamento fra la sensibilità del compositore e i suoni che compone.

Indeterminismo vuol dire espellere la nozione di scelta dal processo creativo.
Significa avvicinarsi all'indeterminatezza del suono naturale. La musica è natura, non è imitazione della natura. L'artista non controlla, non organizza, non domina la natura, ma la ascolta. L'uomo ha un ruolo subalterno, non è né esecutore né creatore della musica, è un liberatore del suono. C'è il rifiuto del principio composizionale della conseguenza logica, c'è il rifiuto della concezione della musica in quanto suono organizzato. Vuol dire liberarsi dalle costrizioni, rimuovere l'idea di modello.
È il crollo dell'idea europea di musica, basata sulla centralità del compositore. Cage distrugge la figura del compositore genio, di stampo romantico. È un passo che Cage può fare perché è americano e quindi non sente schiacciante il peso della tradizione colta.
Le caratteristiche della musica di Cage derivate dall'approccio alle filosofie orientali legano la sua opera alla poetica dada: l'esaltazione dell'automatismo, il disprezzo per la ragione, l'accettazione dell'assurdo, sono aspetti che accomunano lo Zen all'avanguardia dadaista.
La prima composizione in cui Cage impiega questa nuova tecnica è Music of Changes per piano solo, del 1951. Il titolo deriva dall'I Ching. L'opera consiste in quattro "books". Il processo compositivo parte dalla costruzione di un quadrato di 64x64 celle. In ogni cella viene inserito un valore: il tipo di suono, la durata, il volume. Attraverso dei meccanismi casuali gestiti da un calcolatore avviene la scelta all'interno di queste possibilità. Gli stessi meccanismi avvengono a livello verticale per la creazione di effetti polifonici, e per la scelta dei ritmi.
In Imaginary landscape no. 4 per dodici radio, del 1951, ogni radio è controllata da due esecutori, uno sintonizza la frequenza, l'altro cambia il volume, seguendo le indicazioni della partitura. I risultati sono sempre differenti e imprevedibili. Invece di tentare di imporre il suo stile musicale all'ambiente locale, Cage lascia che sia l'ambiente locale a determinare il risultato della propria arte.
Un altro metodo di composizione casuale si basa sull'osservazione delle imperfezioni della carta su cui si scrive la musica.
L'approccio alle filosofie orientali porta Cage verso la negazione dell'io, verso la rinuncia all'espressione e alla comunicazione, verso l'abbandono del controllo umano sulla natura e sul suono.
L'alea è un modo per imitare la maniera in cui la natura opera e per aprire la mente alle influenze divine, ad esempio al mondo indeterminato dei suoni non intenzionali.
Cage vuole creare musica che non ha mai ascoltato.
Un'importante rivoluzione, anche nel senso classico della traduzione musicale, è costituita dal suo "Concerto per pianoforte e orchestra", composto nel 1958 con la tecnica dell'I Ching.
Ha partecipato con Duo e Music for piano al Primo Concerto di Musica aleatoria per vari strumenti svoltosi a la Rotonda del Pellegrino di Milano, intitolato: Rumori alla rotonda, mercoledì 21 gennaio 1959, a cui parteciparono anche:
- Walter Marchetti (Italia) con Gamapirt e Doppio,
- Juan Hidalgo (Spagna) con Ciu music quartet e Offenes trio.
- Leopoldo La Rosa (Perù) con Musica per pianoforte e tre timpani e Rimak.

### Silenzio
In questo periodo visita la camera anecoica dell'università di Harvard, una stanza insonorizzata e acusticamente trattata, in cui poter "ascoltare il silenzio", dove Cage invece dichiara di essere riuscito a sentire dei suoni, quelli prodotti dal suo corpo: il battito del cuore, il sangue in circolazione. Ciò che ne ricava è la consapevolezza dell'impossibilità di ottenere il silenzio assoluto.
Il silenzio è una condizione del suono, è materia sonora: sottolinea e amplifica i suoni, li rende più vibranti, ne preannuncia l'entrata, crea suggestivi effetti di attesa e sospensione. Il silenzio è un mezzo espressivo, è pieno di potenziale significato.
Nel 1952, anche in seguito all'esperienza nella camera anecoica, compone quella che è rimasta la sua opera più celebre, 4'33", per qualsiasi strumento: l'opera prevede, semplicemente, di non suonare nulla per 4 minuti e 33 secondi. La sostanza esecutiva dell'opera è un'operazione teatrale più che musicale. Il titolo e la durata dell'opera (4 minuti e 33 secondi corrispondono a 273 secondi) richiamano forse la temperatura dello zero assoluto (–273,15 °C che equivale a zero kelvin), il più basso valore di temperatura possibile per la materia, valore che secondo la scienza è irraggiungibile, esattamente come il silenzio assoluto secondo Cage, il quale tuttavia dichiarò d'aver creato quel titolo "just for fun" - per puro divertimento - in quanto, scrivendolo con la sua macchina da scrivere, la maiuscola del numero 4 era il segno ' e la maiuscola del numero 3 era il segno ".
Il significato del silenzio è la rinuncia a qualsiasi intenzione, la rinuncia alla centralità dell'uomo.
Il silenzio non esiste, c'è sempre il suono. Il suono del proprio corpo, i suoni dell'ambiente circostante, i rumori interni ed esterni alla sala da concerto, il mormorio del pubblico se ci si trova in un teatro, il fruscio degli alberi se si è in aperta campagna, il rumore delle auto in mezzo al traffico.
Cage vuole condurre all'ascolto dell'ambiente in cui si vive, all'ascolto del mondo. È un'apertura totale nei confronti del sonoro.
Una rivoluzione estetica: è la dimostrazione che ogni suono può essere musica.
Io decido che ciò che ascolto è musica. È l'intenzione di ascolto che può conferire a qualsiasi cosa il valore di opera.
Cage ha rivoluzionato il concetto di ascolto musicale, ha cambiato l'atteggiamento nei confronti del sonoro, ha messo in discussione i fondamenti della percezione.

Cage ha detto: 
Uno dei modelli di 4'33" è Robert Rauschenberg, il pittore amico e amante di Cage che nel 1951 produsse una serie di quadri bianchi, che cambiano a seconda delle condizioni di luce dell'ambiente di esposizione.
La musica aleatoria crea un problema a livello critico. Come si può criticare un'opera che non è il frutto del lavoro intenzionale di un autore? Si conclude che il lavoro di Cage è un lavoro puramente filosofico, che la sua importanza sta nelle idee, non nel risultato musicale di queste idee. Si pensa che i risultati di queste idee siano uguali l'uno all'altro dal punto di vista stilistico, come delle serie di numeri presi a caso.
Ma Cage è un compositore e ha una sensibilità, uno stile musicale, che cambia con gli anni e l'avvento delle nuove tecnologie.
(James Pritchett)

### Multimedialità

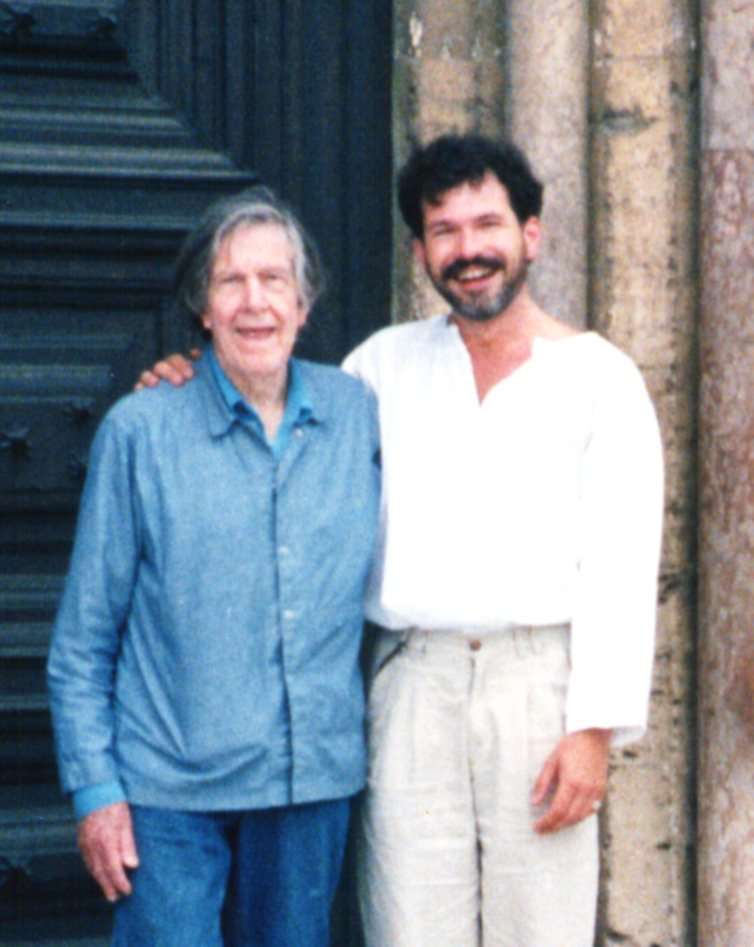
John Cage e Michael Bach ad Assisi 1992

Negli anni cinquanta diventa pioniere degli Happening. Sono degli incontri basati sull'unione delle arti-musica, danza, poesia, teatro, arti visive, secondo un'idea antidogmatica e libertaria di arte. Gli spettatori assumono un ruolo attivo nelle performance. L'intento è di unire arte e vita, rivendicando l'intrinseca artisticità dei gesti più comuni ed elementari e promuovendo lo sconfinamento dell'atto creativo nel flusso della vita quotidiana. Al posto del concerto c'è uno spazio esecutivo concepito teatralmente e composto di mezzi misti, uno solo dei quali è la musica. Nel 1952 ha luogo Theater Piece No. 1, il primo spettacolo di questo genere. Da questi esperimenti nascerà nel 1961 il gruppo Fluxus, una rete internazionale di artisti, che svilupperà l'esperienza degli happenings.
Nel 1959 Cage partecipò al telequiz Lascia o raddoppia? in qualità di esperto di funghi, vincendo 5 milioni di lire. Durante lo spettacolo si esibì in un concerto chiamato "Water Walk", sotto gli occhi sbigottiti di Mike Bongiorno e del pubblico italiano, in cui gli "strumenti" erano, tra gli altri, una vasca da bagno, un innaffiatoio, cinque radio, un pianoforte, dei cubetti di ghiaccio, una pentola a vapore e un vaso di fiori.
Memorabile il dialogo che ci fu tra il presentatore e Cage quando questi si congedò, vittorioso:
M.B.: "Bravissimo, bravo bravo bravo bravo. Bravo bravissimo, bravo Cage. Beh, il signor Cage ci ha dimostrato indubbiamente che se ne intendeva di funghi... quindi non è stato solo un personaggio che è venuto su questo palcoscenico per fare delle esibizioni strambe di musica strambissima, quindi è veramente un personaggio preparato. Lo sapevo perché mi ricordo che ci aveva detto che abitava nei boschetti nelle vicinanze di New York e che tutti i giorni andava a fare passeggiate e raccogliere funghi".

J.C.: "Un ringraziamento a... funghi, e alla Rai e a tutti genti d'Italia".

M.B.: "A tutta la gente d'Italia. Bravo signor Cage arrivederci e buon viaggio, torna in America o resta qui?".

J.C.: "Mia musica resta".

M.B.: "Ah, lei va via e la sua musica resta qui, ma era meglio il contrario: che la sua musica andasse via e lei restasse qui".
Negli anni sessanta Cage prosegue nei suoi progetti di unione delle arti e di spettacolo totale.
In Musicircus del 1967 ci sono vari gruppi di musicisti che suonano musiche diverse sovrapponendosi; la determinazione del momento in cui ogni gruppo deve cominciare la propria parte avviene tramite scelte casuali.
HPSCHD del 1969 è un lavoro multimediale dalla durata di circa cinque ore in cui si uniscono: 7 clavicembali che suonano degli estratti "sorteggiati" di musiche di Cage e di autori classici, 52 cassette di suoni generati dal computer, 6400 diapositive proiettate da 64 proiettori, 40 film. Gli spettatori entrano ed escono liberamente dall'auditorium. Uno degli scopi dell'opera è quello di eliminare il centro di interesse singolo e dominante e di circondare il fruitore con una varietà di elementi.
In questi anni Cage è considerato la guida dell'avanguardia musicale, una leggenda vivente. Il suo lavoro è basato principalmente sulla commistioni di discipline, sull'aggiunta di altre arti alla musica. Si dedica alla pittura e alla scrittura.
Alcuni suoi lavori si basano sull'esplorazione della parola scritta, dall'esempio del Finnegan's Wake. Comincia a utilizzare i mesostici, dei versi in cui una frase verticale interseca il testo orizzontale. A differenza degli acrostici, la frase verticale si interseca con lettere nel mezzo del testo e non con le lettere iniziali dei versi. Questi versi possono essere destinati al canto, come nel caso di quello scritto per Demetrio Stratos.
Dagli anni settanta Cage si interessa maggiormente agli aspetti politici e sociali dell'opera d'arte. Si occupa di tematiche ambientaliste. Appare più come un filosofo sociale che come un musicista.
È un rifiuto della autosufficienza dell'arte.
I Freeman Études per violino solo, del 1980, sono un'opera quasi impossibile da eseguire per la sua complessità: rappresentano la "praticabilità dell'impossibile", come risposta all'idea che i problemi mondiali riguardanti politica e società siano impossibili da risolvere.
La serie di lavori intitolata Europeras, composta tra il 1987 e il 1990, è una decostruzione della forma operistica: i libretti, le arie e gli intrecci di varie opere del Settecento e dell'Ottocento sono assemblati con metodi aleatori, così come gli altri aspetti dello spettacolo, le scenografie, i costumi, le luci, i movimenti degli attori. Gli esecutori non sono guidati da un direttore ma da un orologio digitale.
Nel 1987 fu l'unico tra i grandi artisti contemporanei a rifiutare l'invito a contribuire a Luna Luna, il primo parco divertimenti d’arte al mondo, all'epoca installato ad Amburgo
Negli ultimi anni, tra il 1987 e il 1992, anno in cui muore all'età di 79 anni, Cage compone le sue opere più astratte, intitolate semplicemente con dei numeri che rappresentano il numero degli esecutori. Seventy-Four per orchestra, del 1992, è composta per i 74 musicisti della American Composers Orchestra. La parte di ogni esecutore è composta di quattordici suoni isolati. Cage indica un lasso di tempo in cui il musicista ha la libertà di decidere quando fare iniziare il suo suono e un lasso di tempo in cui concluderlo. Poiché le due misure temporali si intersecano, il musicista può decidere di fare durare il suono un certo tempo, oppure può decidere di dare una durata nulla a quel suono. Il volume e gli effetti sugli strumenti sono lasciati alla scelta degli esecutori.
Cage ha concepito la sua ultima opera musicale con Michael Bach Bachtischa: "ONE13" per violoncello con arco curvo e tre altoparlanti, che è stato pubblicato anni dopo.

## Interpreti della musica di Cage
David Tudor, Michael Bach, Boris Berman, Leonard Bernstein, Sven Birch, Stephen Drury, Lukas Foss, Armin Fuchs, Louis Goldestein, Herbert Henck, Evi Kyriazidou, Cosimo Damiano Lanza, James Levine, Alexeï Lubimov, Bobby Mitchell, Sandro Naglia, Joshua Pierce, Giancarlo Simonacci, Margaret Leng Tan, Adam Tendler, John Tilbury, Roger Zahab, Ezio Bosso, Marco Pedrazzini, Demetrio Stratos, Icarus Ensemble, Icarus vs Muzak, Alessandra Celletti, Piergiovanni Domenighini.

## Opere (parziale)
- Sonata for Clarinet (1933)
- Three Songs, per voce e pianoforte, su testi di Gertrude Stein (1933)
- Six Shorts Inventions, per sette strumenti (1933-34)
- Music for Wind Instruments, per quintetto di strumenti a fiato (1938)
- Metamorphosis, per pianoforte (1938)
- Bacchanale, per pianoforte preparato, con coreografia di Syvilla Fort (1938)
- First Construction in Metal, per sestetto di batterie e pianoforte (1939)
- Imaginary Landscape No. 1, per due giradischi, dischi con suoni registrati, pianoforte e piatti (1939)
- Five Songs, per voce (1939)
- Ho to AA, per voce e pianoforte (1939)
- Living Room Music (1940)
- The City Wears a Slouch Hat (1941)
- Credo In Us (1942)
- A Room (1943)
- Meditation (1943)
- Amores, per pianoforte preparato e trio di percussioni (1943)
- Four walls, per pianoforte (1944)
- The Perilous Night (1944)
- Prelude for Meditation (1944)
- A Valentine out of Season (1944)
- A Book of Music (1944)
- Daughter of the Lonesome Isle (1945)
- Mysterious Adventure (1945)
- Three Dances (1945)
- Experiences I (1945-48)
- Sonate e interludi, per pianoforte preparato (1946-48)
- Ophelia (1946)
- Music for Marcel Duchamp, per pianoforte preparato (1947)
- The Seasons, per orchestra (1947)
- In a Landscape, per pianoforte (1948)
- Dream (1948)
- String Quartet in Four Parts (1949–50)
- Sixteen Dances (1951)
- Concerto per pianoforte preparato e orchestra (1950-51)
- Music of Changes, per pianoforte (1951)
- Seven Haiku, per pianoforte (1951)
- For MC and DT (1952)
- Waiting (1952)
- Two Pastorales, per pianoforte preparato (1952)
- 4'33" (1952)
- Imaginary Landscape n.5, per nastro magnetico (1952)
- Williams Mix, per nastro magnetico (1952)
- Music for Piano, serie di 84 pezzi per pianoforte (1952-56)
- 34' 46 776" for a Pianist (1954)
- 31' 57 9864" for a Pianist, da eseguirsi in sovrapposizione con 34' 46 776" (1954)
- Radio Music (1956)
- Winter Music, da eseguirsi da 1 fino a 20 pianisti (1957)
- Fontana Mix (1958)
- Concerto per pianoforte e orchestra (1958)
- Cartridge Music (1960)
- Water Walk (1960)
- Variations II (1961)
- Atlas Eclipticalis (1961-62)
- 0'00 (4'33" No.2) (1962)
- Cheap Imitation (1969)
- HPSCHD (1969)
- Solo n°43 (Songsbooks–1970)
- Branches (1976)
- Litany for the Whale (1980)
- Ryoanji (1983)
- But What About the Noise of Crumpling Paper (1985)
- Europeras 1 & 2 (1987)
- Organ²/ASLSP (As SLow aS Possible) (1987)
- Trio Seven Woodblocks (1989)
- ONE8 per violoncello e arco curvo (1991)
- Four6 (1992)
- ONE13 per violoncello e arco curvo (1992) in collaborazione con Michael Bach Bachtischa